# Dromiciops gliroides mondaca
Dromiciops gliroides mondaca is een zoogdier uit de familie van de monito del montes (Microbiotheriidae). De wetenschappelijke naam van de soort werd voor het eerst geldig gepubliceerd door D'Elía, Hurtado, & D'Anatro in 2016. Het werd origineel beschreven als een aparte soort (Dromiciops mondaca), maar wordt nu als een ondersoort van de monito del monte (Dromiciops gliroides) gerekend.

## Taxonomie
In 2016 werd bij genetisch onderzoek de monito del monte in 3 verschillende soorten gesplitst, Dromiciops mondaca, Dromiciops gliroides en Dromiciops bozinovici. Echter, er was veel kritiek op deze studie waardoor deze splitsing initieel controversieel was. Zo zouden de soorten niet genoeg verschillen in hun morfologie, met name van het cranium. Ook was er kritiek op de methodologie van de studie waarin de soort beschreven werd.
Studies uit 2021 en 2022 toonden aan dat de splitsing van Dromiciops bozinovici als aparte soort van Dromiciops gliroides gerechtvaardigd was, omdat er een sterke genetische divergentie was tussen de twee. Echter, de afsplitsing van Dromiciops mondaca als aparte soort bleek niet gesteund en werd als ondersoort van Dromiciops gliroides gerekend (Dromiciops gliroides mondaca).
De cytochroom b-genen van het mitochondriaal DNA van Dromiciops gliroides mondaca en Dromiciops gliroides gliroides verschillen 8,2%. De soortbenaming mondaca eert Fredy Mondaca, die al meer dan twee decennia toezicht houdt op de zoogdierencollectie van de Universidad Austral de Chile.

## Uiterlijke kenmerken
Het holotype van Dromiciops gliroides mondaca heeft een totale lengte van 20 cm, waarvan 11 cm de staart is. De achterpoot is 19 mm lang, de oren 16 mm. Het dier weegt 15 gram, heeft een bruine rugvacht met een centrale donkerbruine zone die zich uitstrekt van de bovenkant van de kop tot aan de heupen, en een witachtige buik. De haren van het peritoneum hebben een donkergrijze basis. De Dromiciops- soorten verschillen voornamelijk in termen van hun schedelmorfologie.
Dromiciops gliroides mondaca heeft een lange, smalle, taps toelopende snuit, een in het midden ingedeukt voorhoofd en een afgeronde schedel. Vanaf de zijkant gezien ziet de schedel er afgerond uit, de randen van de snuit zijn hol wanneer ze van bovenaf worden bekeken. De bovenste hoektanden zijn twee keer zo lang als de snijtanden.

## Voorkomen
De ondersoort heeft een erg klein verspreidingsgebied en komt alleen voor in de cordillera's langs de kust van de regio Los Ríos in Chili.
Dromiciops: Dromiciops bozinovici · Monito del monte (D. gliroides): (D. g. gliroides · D. g. mondaca)